# Free Music Archive
Free Music Archive (FMA) es un sitio en línea y repositorio de música libre de regalías. El proyecto fue fundado en 2009 por la estación de radio comunitaria WFMU de East Orange, Nueva Jersey; en cooperación con las estaciones KBOO y KEXP-FM. El objetivo del sitio proporcionar música bajo licencias Creative Commons que se puede descargar y usar libremente en otras obras. El servicio fue pensado para tener obras musicales de alta calidad de una manera "diseñada para la era de Internet". Los usuarios también pueden "dar una propina" a los músicos a través de donaciones.
Si bien Free Music Archive es un servicio gratuito y está abierto a cualquier persona, independientemente del registro u otros requisitos, el contenido escrito y de audio se selecciona y se otorga permiso para cargar/editar contenido por invitación.
En 2018, WFMU anunció que cerraría el FMA debido a la disminución de los fondos. En diciembre de 2018, el sitio fue adquirido por KitSplit y en 2019 por Tribe of Noise.

## Historia
El director gerente de FMA, Jason Sigal, señala que debido al esquema de regalías de SoundExchange, "la ley de derechos de autor obsoleta y la posibilidad inminente de regalías injustamente altas dificultan la provisión de audio a pedido, podcast, archivo e incluso transmisión en línea"; y, debido a esto, la estación se veía obligada a pagar regalías por artistas menos conocidos, mientras que las estaciones comerciales "estaban siendo sobornadas con montañas de cocaína y Ferraris y esas cosas para tocar los mismos 40 artistas principales que todo el mundo ya conoce". Agregó que el archivo "[combinaba] el contenido generado por el usuario con el papel curatorial que la WFMU siempre ha desempeñado". Otros curadores involucrados en el servicio incluyeron a KEXP-FM, Dublab, KBOO, ISSUE Project Room y CASH Music, entre otros.
En 2012, FMA realizó un concurso, desafiando a los usuarios a crear videos mezclando audio del repositorio con contenido de video de los archivos de Prelinger.
En 2013, FMA realizó otro concurso, convocando a los usuarios a componer una alternativa libre de regalías de Cumpleaños feliz (una canción que, en ese momento, estaba gravada por reclamos de derechos de autor por parte de Warner Chappell Music, invalidada en 2015 como resultado de una demanda), con jueces como Jonathan Coulton. El concurso fue ganado por Monk Turner y Fascinoma.
En 2015, FMA realizó un concurso, solicitando a los usuarios a crear videos que mezclaran el audio del sitio con contenido de video que estuviera en el dominio público (de los archivos de Prelinger). El concurso se tituló "Unreel Trailers: A Challenge".
En 2016, el archivo de FMA superó las 100.000 canciones alojadas.
El 7 de noviembre de 2018, se anunció que Free Music Archive se cerraría permanentemente el 16 de noviembre de 2018. Los archivos existentes se moverían a la colección de Internet Archive, pero terminaría efectivamente como un proyecto en crecimiento y en curso. La directora Cheyenne Hohman señaló que su financiación a través del National Endowment for the Arts se había reducido significativamente y que el "apoyo material" para las artes había estado "disminuyendo". Posteriormente, la fecha de cierre se retrasó hasta el 1 de diciembre. El 12 de diciembre de 2018, se anunció que el sitio había sido adquirido por el servicio de alquiler de equipos KitSplit, quien se comprometió a garantizar su operación continua. Sin embargo, el 19 de septiembre de 2019, Kitsplit anunció la venta de FMA a Tribe of Noise, un grupo que también se enfoca en la distribución y promoción de música de contenido gratuito bajo licencias Creative Commons.

## Fondos
El financiamiento inicial para Free Music Archive provino del New York State Music Fund, un programa de Rockefeller Philanthropy Advisors (RPA). El apoyo financiero adicional provino de la Fundación John D. y Catherine T. MacArthur, del National Endowment for the Arts y de los usuarios del proyecto.